# رئالیکو
رئالیکو (به اسپانیایی: Realicó) یک منطقهٔ مسکونی در آرژانتین است که در Realicó واقع شده‌است. رئالیکو ۴۷۵ کیلومتر مربع مساحت و ۷٬۵۹۱ نفر جمعیت دارد و ۱۴۶ متر بالاتر از سطح دریا واقع شده‌است.